# Numerația cretană

## Perioada 2800 – 1375 î.Hr.
În Creta antică au existat trei sisteme diferite de notația a numerelor ce corespund celor trei sisteme de scriere protoistorice denumite de lingviști hieroglifică cretană, lineară A și lineară B.  Toate cele trei sisteme de numerație erau zecimale și foloseau principiul aditiv. În toate cele trei sisteme, pentru a scrie un număr, se începea cu cea mai mare putere a lui 10 și se continua cu următoare. Pentru fiecare putere a lui 10, se repeta semnul corespunzător până se obținea multiplul dorit.
| Numerația în scrierea hieroglifică cretană (apărută prin anul 2800 î.Hr., cristalizată într-un sistem abia prin anul 2.000 î.Hr. și folosită până prin anul 1.750 î.Hr. ) folosea ca semne de numerație o linie înclinată sau un mic arc de cerc pentru unitate (100), un cerc mic plin pentru 101, o bară mare oblică pentru 102 și un soi de romb pentru 103. |
| |
| Răspândire: |

| Numerația în scrierea linear A (1750 î.H – 1450 î.H) folosea ca semne de numerație o bară verticală pentru unitate (100), o bară orizontală sau un cerc mic plin pentru 101, un cerc pentru 102, și un cerc prevăzut cu patru nervuri exterioare pentru 103. |
| |
| |
| Răspândire: inscripțiile de pe tăblițele găsite relevă faptul că această notație, în afară de Creta, s-a propagat în toată Grecia egeeană și în partea de sud a Greciei continentale.                                                                        |

| Numerația în scrierea linear B (apărută în Cnosos prin 1.450 î.H și folosită până prin 1375 î.H.) folosea practic aceleași semne cu notația lineară A la care se adaugă și un cerc prevăzut cu patru nervuri exterioare și o linie orizontală interioară pentru 104: |
| |
| Răspândire: în Cipru și în parte de sud a Greciei continentale. |